# Почётный гражданин города Витебска
Почётный гражданин города Витебска — звание, присваиваемое лицам за большой вклад в развитие Витебска, повышение его авторитета, за совершение мужественных поступков во благо города. Назначается горисполкомом и президиумом городского Совета депутатов. На данный момент 58 человек удостоены этого звания.
Учреждён 17 июня 1964 года решением исполкома горсовета в ознаменование 20-летия освобождения Витебска от немецко-фашистских захватчиков. Фамилия, имя и отчество лица, удостоенного звания, заносятся в Книгу Почётных граждан города Витебска. Почётным гражданам города вручается удостоверение и шёлковая лента с надписью «Почётный гражданин города Витебска».
Первыми это звание получили Герои Советского Союза, участники освобождения Витебска в 1944 году Ф. Т. Блохин и М. И. Дружинин, руководитель партизанского движения М. П. Шмырёв, участник подполья и партизанского движения М. И. Маценко на 26 июня 1964 года.

## Список

### 26.06.1964
- Фёдор Тимофеевич Блохин
- Михаил Иванович Дружинин
- Минай Филиппович Шмырёв
- Мария Ильинична Маценко

### 21.10.1967
- Михаил Фёдорович Бирюлин
- Николай Акимович Макаров
- Николай Михайлович Михайлов
- Сара Давыдовна Пескина
- Аким Нестерович Солоха

### 11.11.1969
- Тимофей Николаевич Сергейчик

### 21.09.1972
- Викентий Дмитриевич Дмитриев

### 28.03.1974
- Даниил Федотович Райцев

### 30.05.1974
- Афанасий Павлантьевич Белобородов
- Иван Ильич Людников

### 11.03.1975
- Дмитрий Иванович Петров

### 04.06.1975
- Валентина Владимировна Терешкова

### 28.02.1976
- Ефросинья Савельевна Зенькова

### 28.07.1977
- Николай Федотович Зайцев

### 13.10.1977
- Григорий Иванович Богомазов
- Анна Артёмовна Голубкова
- Пётр Дмитриевич Климков
- Иван Павлович Соболев

### 10.05.1978
- Николай Леонидович Цветков

### 10.08.1983
- Николай Михайлович Медведский

### 16.05.1985
- Георгий Никитович Ковтунов
- Михаил Севастьянович Титов
- Леонид Николаевич Филипенко

### 31.08 1987
- Александр Петрович Овечки

### 21.04.1988
- Добрин Дмитриевич Димитров

### 26.10.1988
- Валерий Георгиевич Кондратенко
- Вячеслав Евгеньевич Яновский

### 13.02.1989
- Зинаида Игнатьевна Конопелько

### 26.05.1994
- Владимир Андреевич Богданов
- Пётр Егорович Кондратенко
- Петр Савельевич Щетина

### 14.07.1994
- Фёдор Иванович Шмаков
- Георгий Алексеевич Михневич

### 04.05.1995
- Вера Семёновна Кулагина
- Николай Александрович Сакмаркин
- Мария Яковлевна Чуманихина
- Сергей Михайлович Шабашов

### 01.05.1996
- Владимир Ильич Швальбо

### 19.12.1997
- Игнат Петрович Антонов

### 06.01.1999
- Михаил Григорьевич Сачек

### 21.04.1999
- Валентин Васильевич Михельсон

### 30.01.2001
- Николай Алексеевич Федорчук

### 11.10.2001
- Анатолий Васильевич Богатырёв

### 12.09.2003
- Жорес Иванович Алфёров

### 10.08.2007
- Пётр Викторович Дроздов

### 22.06.2011
- Родион Михайлович Басс
- Нина Владимировна Тулинова

### 06.10.2016
- Александр Николаевич Косинец
- Валентина Трофимовна Широкова

### 18.08.2016
- Ольга Анатольевна Власова
- Владислав Олегович Гончаров

### 19.06.2019
- Владимир Пантелеевич Кулаков
- Пётр Петрович Шершень

### 16.06.2022
- Иван Владимирович Литвинович

### 27.10.2023
- Владимир Павлович Андрейченко